# Acentrophryne
Acentrophryne (лат.) — род лучепёрых рыб отряда удильщикообразных. Название рода происходит греческого a — «без» + греческого kentron — «колючий» или «позвоночник» + греческого phryne = «жаба». Максимальная зарегистрированная длина тела самок от 5 см (Acentrophryne longidens) до 10,5 см (Acentrophryne dolichonema). Глубоководные хищные рыбы, обитают на глубине от 201 до 1280 м в Тихом океане у побережья Перу, а также в Панамском заливе и у берегов Коста-Рики. Безвредны для человека, их охранный статус не определен, объектами промысла не являются. Окаменелости Acentrophryne longidens известны из миоцена Калифорнии.

## Виды
В настоящее время в род включают 2 вида:
- Acentrophryne dolichonema Pietsch & Shimazaki, 2005
- Acentrophryne longidens Regan, 1926